# Helicolepidina
Helicolepidina es un género de foraminífero bentónico de la subfamilia Helicolepidininae, de la familia Lepidocyclinidae, de la superfamilia Asterigerinoidea, del suborden Rotaliina y del orden Rotaliida. Su especie tipo es Lepidocyclina (Helicolepidina) spiralis. Su rango cronoestratigráfico abarca desde el Luteciense (Eoceno medio) hasta el Priaboniense (Eoceno superior).

## Clasificación
Helicolepidina incluye a las siguientes especies:
- Helicolepidina augusttobleri †
- Helicolepidina nortoni †
- Helicolepidina paucispira †
- Helicolepidina polygyralis †
- Helicolepidina spiralis †
  - Helicolepidina spiralis tenuis †
- Helicolepidina trinitatis †